# ステロール-14-デメチラーゼ
ステロール-14-デメチラーゼ（sterol 14-demethylase）は、ステロイド合成酵素の一つ。次の化学反応を触媒する酸化還元酵素である。
ステロイド合成経路において、オキシドスクアレン環化によるプロトステロール形成後の修飾に関与する。この酵素の基質はオブツシホリオールとNADPH、H+およびO2で、生成物は4α-メチル-5α-エルゴスタ-8,14,24(28)-トリエン-3β-オールとNADP+、ギ酸、H2Oである。
組織名はsterol,NADPH:oxygen oxidoreductase (14-methyl cleaving)で、別名にobtusufoliol 14-demethylase、lanosterol 14-demethylase、lanosterol 14α-demethylase、sterol 14α-demethylaseがある。